# جو پولو
جو پولو (انگلیسی: Joe Polo؛ زادهٔ ۱۰ دسامبر ۱۹۸۲) ورزشکار کرلینگ اهل ایالات متحده آمریکا است.
از افتخارات وی می‌توان به کسب مدال طلا در بازی‌های المپیک زمستانی ۲۰۱۸ اشاره کرد.